# Kangasniemi
Kangasniemi este o comună din Finlanda.